# Guapó (kommun)
Guapó är en kommun i Brasilien.   Den ligger i delstaten Goiás, i den centrala delen av landet, 220 km sydväst om huvudstaden Brasília. Antalet invånare är 14 002.
Följande samhällen finns i Guapó:
- Guapó

Omgivningarna runt Guapó är huvudsakligen savann. Runt Guapó är det ganska glesbefolkat, med 28 invånare per kvadratkilometer.